# Lezioni sulla massoneria
Lezioni sulla massoneria è un corso di lezioni tenute nel 1800 a Berlino da Johann Gottlieb Fichte e poi pubblicate nel 1802 da Fischer nella rivista  Eleusinien con varie interpolazioni, oggetto di varie revisioni critiche

## Sommario
- Parte I
  - Si parte dall'esistenza di uomini saggi e virtuosi nell'Ordine Massonico.
  - Lo scopo dei saggi è lo scopo finale dell'Umanità.
  - L'evoluzione umana vien posta in pericolo dalla divisione del lavoro
  - In seno alla divisione del lavoro una società particolare non può avere alcun compito.
  - Lo scopo di una società particolare può essere soltanto quello di risollevare a cultura umana universale l'unilateralità delle classi sociali.
  - Limiti di questa determinazione dello scopo: educazione alla libertà etica o alla sensibilità morale?
  - Può valere la Massoneria come fine a sé stessa?
  - Che cosa opera la cultura massonica nel Massone: l'immagine dell'uomo maturo.
  - Quale azione esercita la cultura massonica sul mondo: influsso reciproco delle classi sociali.
- Parte II
  - Lo scopo finale dell'esistenza umana: i problemi di questa vita alla luce dell'eternità.
  - I tre punti principali di questo problema: Chiesa, stato, dominio sulla natura.
  - Qual è l'oggetto della cultura massonica? Procedendo dall'educazione dell'intelletto, essa è istruzione.
  - Lo scopo ecclesiastico come oggetto dell'istruzione massonica: la concezione universalmente umana della religione
  - La classe particolare, a cui è affidata l'educazione religiosa della maggiore società.
  - Lo scopo politico nell'istruzione massonica: Amor di patria e sentimento cosmopolita.
  - Il lavoro nella concezione massonica.
  - Le istituzioni segrete di cultura son certo altrettanto antiche quanto la divisione delle classi.
  - Queste istituzioni segrete costituiscono sicuramente una tradizione continua attraverso tutta la storia.
  - La forma didattica di queste istituzioni deve essere metaforica, e quindi segreta: né può usare altro che la comunicazione orale.
  - Il contenuto di questa istruzione non può essere altro che la sapienza della cultura universalmente umana, che ogni epoca deve cercare nei misteri.

## Sintesi
Nel testo Fichte sostiene che è privo di ragione l'idea che una società segreta capillare e esistente da secoli sìa priva di scopo, così come che il suo scopo sìa affiancare o tentare di sostituirsi alle istituzioni esistenti, né è suo compito assicurarsi che queste facciano bene il proprio lavoro e soddisfino il proprio scopo, ma al massimo preoccuparsi che esista una istituzione con tale compito, poiché per inserirsi nell'ordine e classi sociali dovrebbe essere destabilizzante, e perché non potrebbe farlo altrettanto bene: in quanto non conosce le difficoltà dall'interno legate ad essa, e un'attività fatta come secondaria e in segreto da chiunque non potrebbe mai riuscire bene quanto la stessa attività svolta come compito principale, a tempo pieno, e da un soggetto pubblico che è inserito nella società.
L'eduzione delle arti e mestieri per anni persegue l'obiettivo di rendere le persone capaci di guadagnarsi da vivere, focalizzata su una parte per quanto ampia del sapere umano, è diversa da singolo a singolo. È inevitabile e giusto che sìa così per il singolo e per il bene della società, con il rischio dell'unilateralità.
L'ideale di uomo perfetto è tale per cui «la sua mente è del tutto chiara e libera da pregiudizi d’ogni specie. Egli signoreggia il regno dei concetti e stende il suo sguardo sul dominio della verità umana più lungi che è possibile. Ma la verità è per lui, interamente, soltanto una, solo un tutto unico e indivisibile; nessuna parte di essa egli antepone ad un’altra»: egli non mostra e non impone agli altri la propria luce di verità e la propria virtù, ma è sempre disponibile a chiunque glielo richieda, fonda il valore della sua vita nella fede in un mondo migliore. Il massone «ha per iscopo di far acquistare ai suoi membri, in tal colleganza, una cultura universale, puramente umana, in opposizione alla cultura particolare di classe»
Se il cosmopolitismo è l'ideale, ciò si concilia con l'amor di patria, tutta la sua forza dedita allo Stato, alla città, al suo impiego, al lembo di terra in cui vive, perché il miglioramento del tutto inizia da sé stessi e dai propri vicini. Deve obbedienza assoluta alle leggi, anche imperfette e incomplete, e totale disobbedienza solo se queste sono palesemente ingiuste: è fortemente contrario a un'osservanza esteriore delle leggi che derivi dall'abitudine , da un sistema di premi e punizioni in questa vita, eventualmente rinforzato da un credo religioso ultraterreno. Il cittadino adempie le leggi per un senso interno, puro amore del dovere e perché sa che questo concretizza ogni giorno l'obiettivo comune di un ordinamento universale e permanente, giusto e derivato dalla ragione.